# Moerzeke

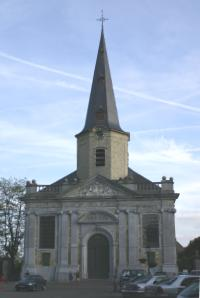
A klasszicista stílusú templom

Moerzeke belga település a flandriai Kelet-Flandria tartományban, Dendermonde körzetben található, 1976-tól Hamme város része. A település a Scheldt folyó torkolatvidékére jellemző, falusias település, kiterjedt mezőgazdasági területekkel. A helyi dialektusban a falu neve nem "Moerzeke", hanem "Moes".

## Érdekességek
- A háromhajós Sint-Martinuskerk 1768-ban épült klasszicista stílusban, a templom tornya nyolcszögletű. Az épület homlokzata 1943 óta műemléki védelmet élvez.
- A templom körüli öreg temetőben található Edward Poppe katolikus pap emlékműve, akit 1999-ben II. János Pál pápa boldoggá avatott.
- A templom közelében található a régi városháza, illetve a kastély épülete, amely utóbbi ma a Broeders van Liefde alapítványnak ad otthont.
- A Scheld folyó mellett épített kerékpárutak, a környéken található polderek és a hangulatos főtér révén Moerzeke kedvelt kirándulóhely a nyári időszakban.